# Hanna Krystyna Busz
Hanna Krystyna Busz (Poznań, Gran Polònia, 18 d'abril de 1935) va ser una jugadora de voleibol polonesa que va competir durant la dècada de 1950 i 1960.
El 1964 va prendre part en els Jocs Olímpics de Tòquio, on guanyà la medalla de bronze en la competició de voleibol.
Entre 1962 i 1968 jugà 41 partits amb la seva selecció. A nivell de clubs jugà al Unia Katowice, Baildon Katowice i Wisła Krakówe. Guanyà la lliga polonesa en set ocasions, el 1958, 1960, 1962, 1963, 1964, 1965 i 1966.